# Francisella tularensis
Francisella tularensis là một loài vi khuẩn gram âm mầm bệnh hiếu khí coccobacillus. Nó không hình thành bào tử, không vận động và là tác nhân gây bệnh sốt thỏ, dạng viêm phổi thường gây chết người mà không cần điều trị. Đây là một loại vi khuẩn khó tính, khó tính nội bào cần cysteine để phát triển. Do liều truyền nhiễm thấp, dễ lây lan bằng khí dung và độc lực cao, F. tularensis được phân loại là được chính phủ Hoa Kỳ phân loại là tác nhân lựa chọn cấp 1, cùng với các tác nhân tiềm năng khác của khủng bố sinh học như Yersinia pestis, Bacillus anthracis và virus Ebola. Khi tìm thấy trong tự nhiên, Francisella tularensis có thể tồn tại trong vài tuần ở nhiệt độ thấp trong xác động vật, đất và nước. Trong phòng thí nghiệm, F. tularensis xuất hiện dưới dạng các roi nhỏ (0,2 x 0,2 µm), và phát triển tốt nhất ở nhiệt độ 35-37°C.

## Lịch sử
Francisella tularensis ban đầu được biết đến với tên gọi Bacterium tularense. Loài vi khuẩn này được phát hiện ở loài sóc đất sinh sống tại Hạt Tulare, California, vào năm 1911. Ngay sau đó, Bacterium tularense được phân lập bởi George Walter McCoy (1876–1952) tại Phòng thí nghiệm Dịch hạch Hoa Kỳ ở San Francisco và được báo cáo vào năm 1912. Năm 1922, Edward Francis (1872–1957), một bác sĩ và nhà nghiên cứu y khoa từ Ohio, đã phát hiện ra rằng Bacterium tularense là tác nhân gây ra bệnh sốt thỏ sau khi ông nghiên cứu một số trường hợp có các triệu chứng của bệnh. Sau đó, nó được biết đến với cái tên Francisella tularensis, để vinh danh phát hiện của bác sĩ Francis. 
Căn bệnh sốt thỏ cũng được mô tả ở vùng Fukushima của Nhật Bản bởi Hachiro Ohara vào những năm 1920, nơi nó có hoạt động săn thỏ. Năm 1938, nhà vi khuẩn học Liên Xô Vladimir Dorofeev (1911–1988) và nhóm của ông đã tái tạo lại chu trình lây nhiễm của mầm bệnh ở người. Đồng thời, nhóm của ông là những người đầu tiên tạo ra các biện pháp bảo vệ con người khỏi mầm bệnh. Năm 1947, Dorofeev tự mình phân lập mầm bệnh mà Francis đã phát hiện ra vào năm 1922. Do đó, loài vi khuẩn này thường được gọi là Francisella dorofeev ở các nước thuộc Liên Xô cũ.

## Phân loại
Có ba phân loài của F. tularensis được công nhận (tính đến năm 2020):
1. F. t. tularensis (hoặc loài A), phân bố chủ yếu ở khu vực Bắc Mỹ, là loài độc nhất trong số ba phân loài, và có liên quan đến nhiễm trùng phổi gây chết người. Phân loài bao gồm cả SCHUS4 - một loài vi khuẩn loài A thường được sử dụng trong phòng thí nghiệm.
2. F. t. holarctica (còn được gọi là phân loài F. t. palearctica hoặc loài B) phân bố chủ yếu ở châu Âu và châu Á, nhưng hiếm khi dẫn đến bệnh gây tử vong. Một dòng vắc xin sống giảm độc lực của phân loài F. t. holarctica đã được mô tả, mặc dù nó vẫn chưa được Cục Quản lý Thực phẩm và Dược phẩm cấp phép đầy đủ như một loại vắc xin. Phân loài này thiếu hoạt tính citrulline ureidase và khả năng sản xuất axit từ glucose của biovar F. t. palearctica.
3. F. t. mediasiatica, phân bố chủ yếu ở vùng Trung Á. Hiện nay, có rất ít thông tin về phân loài này hay khả năng lây loài này nhiễm sang người.

Loài F. novicida trước đây từng được phân loại là F. t. novicida (một phân loài của F. tularensis). Loài này có đặc trưng như một vi khuẩn thuộc chi Francisella nhưng tương đối không độc hại. Tính đến nay, chỉ có hai trường hợp mắc bệnh sốt thỏ ở Bắc Mỹ được cho là do F. novicida gây ra, và những trường hợp này chỉ xảy ra ở những người bị suy giảm miễn dịch nghiêm trọng.

## Phát sinh chủng loại học
Phần lớn sự đa dạng gen di truyền trên toàn cầu của F. t. holarctica tập trung ở Thụy Điển. Điều này cho thấy phân loài này có nguồn gốc từ vùng Scandinavia và từ đó lan rộng ra phần còn lại của vùng Eurosiberia.

## Vũ khí sinh học
Khi chương trình chiến tranh sinh học của Hoa Kỳ kết thúc vào năm 1969, F. tularensis được công bố là một trong bảy vũ khí sinh học đã được tiêu chuẩn hóa. Loài này đã được phát triển như một phần của sự hợp tác giữa Hoa Kỳ và Đức trong những năm 1920-1930.